# فهد بن عبد الله العسكر
فهد بن عبد الله العسكر، سياسي سعودي، يشغل منصب نائب رئيس الديوان الملكي السعودي بمرتبة وزير منذ 8 مايو 2025.